# Reischeltal

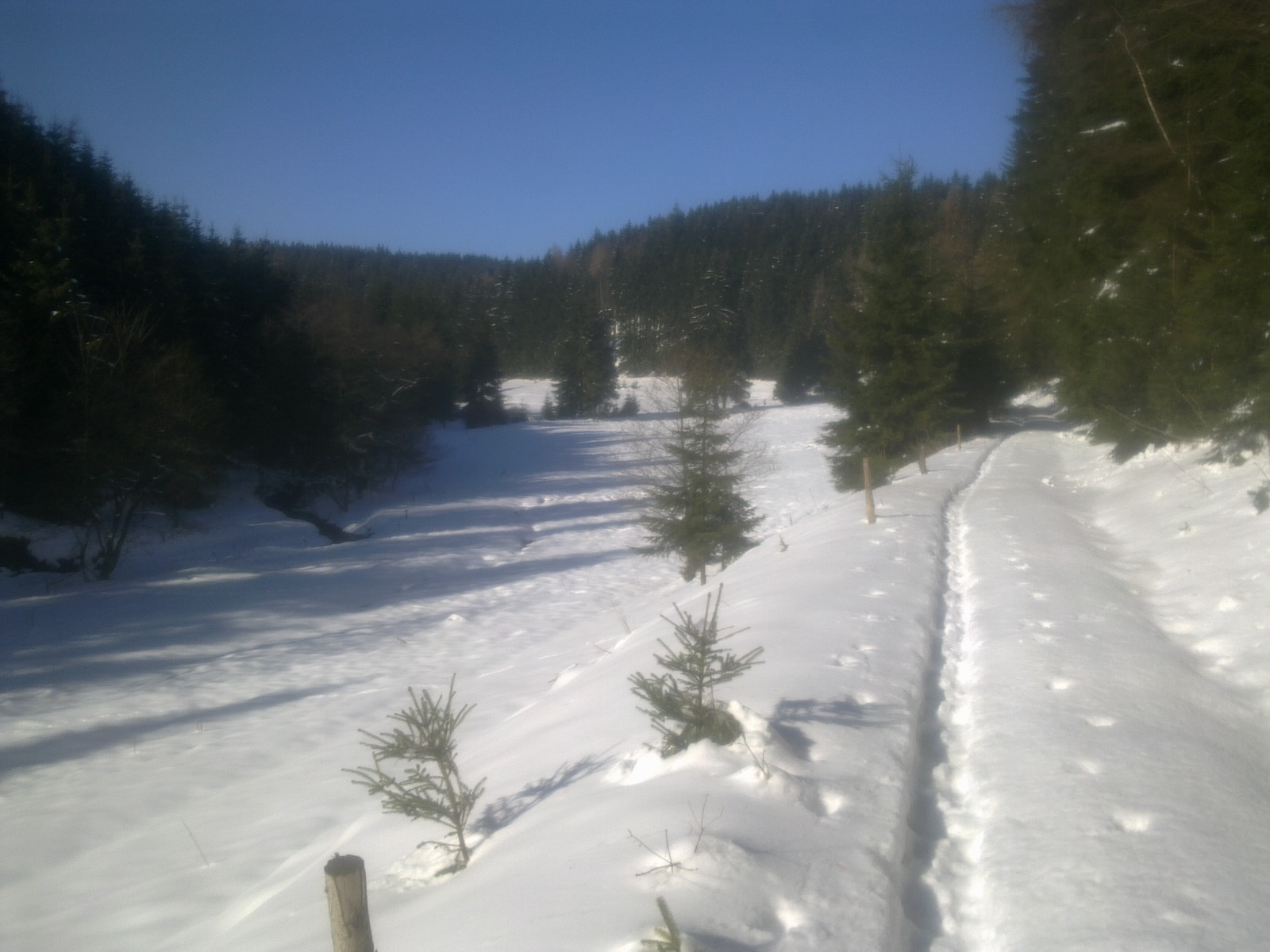
Das winterlich verschneite Reischeltal

Das Reischeltal ist ein 3,5 Kilometer langes Tal im westlichen Teil des Thüringer Schiefergebirges an der Grenze zum Thüringer Wald im südlichen Ilm-Kreis. Durch das Reischeltal fließt der Reischelbach, ein Nebengewässer der Oelze.

## Geografie
Das Reischetal erstreckt sich zwischen den Ortschaften Großbreitenbach, Altenfeld und Neustadt am Rennsteig bogenförmig um den südlich des Tals gelegenen Berg Haube mit einer Höhe von 811 m ü. NHN. In nördlicher Richtung grenzt der Reischelberg mit einer Höhe von 821 m ü. NHN an das Tal an.
Der südliche Teil des Reischeltals bildet ab Höhe Totenweg bis Ortseingang Altenfeld, wo das Tal in den Talkessel der Oelze ausläuft, einen Teil der naturräumlichen Grenze zwischen Thüringer Wald und Thüringer Schiefergebirge. Ein Nebental des Reischeltals ist das Vaterunsertal.

## Besonderheiten
An der oberhalb des Reischeltals gelegenen Mondscheinwiese bei Neustadt am Rennstg beginnt der ca. 21 km lange Naturlehrpfad Pilzsteig, welcher anschließend durch einen Teil des Reischeltales nach Gehren führt.